# Домингес, Серхи
Се́рхи Доми́нгес Вило́рия (исп. Sergi Domínguez Viloria; 1 апреля 2005, Барселона) — испанский футболист, полузащитник клуба «Барселона Атлетик».

## Клубная карьера
Начал заниматься футболом в юношеской команде «Сант-Габриэль», а в 2020 году присоединился к молодёжной академии клуба «Барселона». 12 февраля 2023 года дебютировал за резерную команду в матче Примеры Федерасьон против «Аморебьеты». В сезоне 2023/24 провёл 20 матчей за «Барселону Б», пробившись с командой в плей-офф за выход в Сегунду. 30 мая 2024 года продлил контракт с «Барселоной» до июня 2027 года.
31 августа 2024 года дебютировал в основном составе «Барселоны», выйдя на замену Пау Кубарси в матче Ла Лиги против клуба «Реал Вальядолид». 19 сентября в поединке общего этапа Лиги чемпионов УЕФА против французского «Монако» дебютировал в еврокубках.

## Карьера в сборной
Выступал за сборные Испании до 15, 17, 18 и 19 лет.

## Достижения
«Барселона»
- Чемпион Испании: 2024/25